# Los Tepames
Los Tepames es una localidad ubicada al sureste del estado de Colima, México. Su población es 1655 habitantes según el Censo de Población y Vivienda del INEGI 2010. Se le llama también simplemente como «Tepames».	
Sus coordenadas son 19°5′30.55″ N y 103°37′47.63″ O. los Tepames es la comunidad rural más importante del municipio de Colima y cuenta con la mayoría de los servicios necesarios.

## Origen del nombre
El nombre de Tepames se dice que es porque en la antigüedad en la localidad abundaba un árbol llamado «tepame». Otros dicen que es porque un vocablo náhuatl para Tepames significa «entre paredes», haciendo alusión a los cerros que lo rodean.

## Nombramiento oficial a pueblo
El 10 de junio de 1916 se publicó en el Periódico Oficial del Estado que «la Congregación [religiosa] que lleva el nombre de San Miguel de la Unión se erige como pueblo llevando [...] y reconociéndosele como nombre el de Los Tepames.»

## PRESIDENTES DE LA H. JUNTA MUNICIPAL DE TEPAMES, COLIMA
1903	
- MAURICIO G. RUELAS

1904	
- D. GOMEZ GUERRA

1905	
- LUIS G. SOLORZANO

1906
- LORENZO ORDOÑEZ

1907	
- LORENZO ORDOÑEZ

1908 - 1909
- MAURICIO G. RUELAS

1910
- ROBERTO SILVA

1911 AL 12 DE ENERO DE 1912 
- JUSTO ACEVEDO

1912 - 1914
- MAURICIO G. RUELAS

13 DE NOVIEMBRE DE 1915 AL 2 DE FEBRERO DE 1916 
- EUSTACIO CABELLOS

2 al 6 de febrero de 1916 
- ARISTEO FARIAS

6 de febrero al 18 de julio de 1916 
- RAMÓN RIVERA

18 de julio de 1916 al 15 de enero de 1919 
- TOMAS YAÑEZ

15 de enero de 1919 al 4 de julio de 1920 
- ANASTACIO V. MOCTEZUMA

17 de julio al 8 de agosto de 1920 
- FERMIN RAMIREZ

8 de agosto de 1920 al 12 de abril de 1921 
- SALOME VACA

16 de abril al 26 de noviembre de 1921 
- RAMÓN LUNA

19 de junio de 1921 al 4 de diciembre de 1921 
SALVADOR DE LA MADRID
5 de diciembre de 1921 al 6 de mayo de 1922 
- HERMENEGILDO R. PEREZ

4 de julio de 1922 al 18 de julio de 1923 
- JOSÉ MATA

21 de julio al 30 de diciembre de 1923 
- CARLOS MAGALLON

4 de enero de 1925 al 27 de diciembre de 1930 
- FELIPE ARAUJO

8 de enero al 5 de septiembrE DE 1931
- VIDAL ARAUJO

07 DE SEPTIEMBRE AL 13 DE NOVIEMBRE DE 1931
- MIGUEL RIVERA

23 DE NOVIEMBRE DE 1931 AL 27 DE FEBRERO DE 1932
- ISIDRO RUELAS

04 DE MARZO AL 12 DE MARZO DE 1932
- F. CABELLOS

13 DE MARZO AL 14 DE ABRIL DE 1932 
- FELIPE RAMIREZ

24 DE ABRIL DE 1932 AL 29 DE AGOSTO DE 1935 
- ALFREDO SANCHEZ TORRES

30 DE AGOSTO DE 1935 AL 15 DE ENERO DE 1937
- J. JESUS PARRA

05 DE FEBRERO AL 20 DE JULIO DE 1937
- RAMÓN VERGARA

26 DE JUNIO AL 23 DE SEPTIEMBRE DE 1937
- REYNALDO MARTINEZ

27 DE SEPTIEMBRE DE 1937 AL 05 DE ENERO DE 1938
- HERMENEGILDO BARAJAS

14 DE ENERO AL 31 DE DICIEMBRE DE 1938
- ANTONIO SÁNCHEZ

02 DE ENERO AL 14 DE NOVIEMBRE DE 1939
- RAMÓN VERGARA

18 DE NOVIEMBRE DE 1939 AL 16 DE FEBRERO DE 1940
- J. INES VAZQUEZ

19 DE FEBRERO AL 29 DE DICIEMBRE DE 1940
- D. MORALES

10 DE ENERO AL 27 DE DICIEMBRE DE 1941
- J. JESUS LLERENAS

03 DE ENERO AL 16 DE MAYO DE 1942 
- J. JESUS OCON

18 DE MAYO AL 21 DE JUNIO DE 1942 
- PAULO RIVERA

23 DE JUNIO AL 29 DE AGOSTO DE 1942
- GERARDO PEREZ

07 DE SEPTIEMBRE  AL 31 DE DICIEMBRE DE 1942 
- J. SALOME VACA R.

03 DE ENERO AL 31 DE DICIEMBRE DE 1943 
- SILVINO FARIAS C.

07 DE ENERO 1944 AL 13 DE ABRIL DE 1945 
- IGNACIO VEGA C.

13 DE ABRIL DE 1945 AL 10 DE FEBRERO DE 1946
- AGUSTIN LEON MORALES

15 de febrero de 1946 al 19 de septiembre de 1951 
- J. JESUS MEDINA VERGARA

21 de septiembre de 1951 al 31 de diciembre de 1952 
- SALVADOR ANGUIANO

2 de enero de 1953 al 1 de marzo de 1954 
- GUADALUPE RIOS P.

2 de marzo de 1954 al 30 de diciembre de 1955 
- EMILIANO FARIAS L.

7 de enero al 31 de diciembre de 1956
- JOSÉ PÉREZ ORDOÑEZ

10 de enero de 1957 al 16 de AGOSTO DE 1961 
- ISAAC PEREZ GEORGE

19 DE AGOSTO DE 1961 AL 13 DE JUNIO DE 1966 
- RAMÓN VERGARA A.

16 DE JUNIO DE 1966 AL 15 DE FEBRERO DE 1968 
- JESUS OCON VALDOVINOS

18 DE FEBRERO DE 1968 AL 31 DE DICIEMBRE 1973 
- SALVADOR SUAREZ ARCEO

05 DE ENERO DE 1974 AL 31 DE DICIEMBRE 1976 
- HUMBERTO ORTEGA MENDEZ

08 DE ENERO DE 1977 AL 30 DE DICIEMBRE DE 1979 
- ANSELMO LÓPEZ VALDOVINOS

02 DE ENERO DE 1980 AL 30 DE DICIEMBRE DE 1982 
- ANTONIO MEDINA SOTELO

02 DE ENERO DE 1983 AL 30 DE DICIEMBRE DEL 1985 
- PROFR. RUBEN LARIOS FLORES

13 DE FEBRERO 1986 AL 09 DE ENERO DE 1989
- PROFR. RENE OCON LARIOS

10 DE ENERO DE 1989 AL 2 DE ENERO DE 1992 
- LIC. PEDRO OCON HERNANDEZ

06 DE ENERO DE 1992 AL 23 DE MARZO DE 1994
- JUAN GARCIA AGUILAR

24 DE MARZO DE 1994 AL 1 DE MARZO DE 1997 
- JUSTO ACEVEDO SOTELO

02 DE MARZO DE 1997 AL 15 DE DICIEMBRE 1999 
- PROFR. JOSE OROZCO FLORES

16 DE DICIEMBRE DE 1999 AL 28 DE FEBRERO DE 2004 
- LIC. MA .LUISA TEJEDA SOTELO

29 DE FEBRERO DE 2004 AL 15 DE DICIEMBRE DE 2006 
- PROFRA. GLORIA RAMIREZ SANCHEZ

16 DE DICIEMBRE DE 206 al 14 de diciembre de 2009 
- C.D.M.O. BALTAZAR OCON LARIOS

15 de diciembre de 2009 al 6 de diciembre de 2012 
- L.A.E. MARTIN LUIS OCÓN MEDINA

6 de diciembre de 2012 al 30 de marzo de 2015 
- C.P. MIGUEL LLERENAS TEJEDA

1 de abril de 2015 al 6 de diciembre de 2018 
- C. OMAR BARAJAS CASTRO

7 de diciembre de 2018 al 27 de octubre de 2020 
- C. DANIEL MENDOZA ANGUIANO (FALLECIÓ)

5 DE NOVIEMBRE DE 2020 AL 15 DE DICIEMBRE DE 2021 
- (SUPLENTE) MARIA ELENA SILVA ONTIVEROS

16 DE DICIEMBRE DE 2021 AL 5 DE DICIEMBRE DE 2024 
- C. CRISTI NATALY HEREDIA VALDOVINOS

6 DE DICIEMBRE DE 2024 - PRESENTE
- L. N. I. FERNANDO MEDINA JR.

## Cambios recientes
Cambios en el pueblo de 1970 a 2010:
1. Construcción del arco de Bienvenida a Los tepames,colima
2. Instalación del agua potable. (1970 [?])
3. Construcción del drenaje. (1971)
4. Introducción del Internet a 56 Kbps. (2003)
5. Construcción de huellas de rodamiento y pavimento hidráulico. (2003)
6. Introducción del servicio de cobertura celular GSM. (2006)
7. Inauguración del Kiosco de Servicios del Gobierno del Estado de Colima. (2006)
8. Construcción del Arco de Bienvenida. (2007)
9. Introducción de Internet de alta velocidad por parte de Telmex (2009)
10. Construcción de cancha de usos múltiples (2009)

## Tradiciones
En el mes de septiembre se realizan las fiestas en honor al patrono del pueblo San Miguel Arcángel desde hace más de 100 años en la parroquia de San Miguel de la Unión en Los Tepames, por lo cual se realizan diversos eventos culturales entre otros. Además, en ese mismo mes, se festejan las fiestas patrias en el pueblo. En estas fiestas se realizan corridas de toros en la plaza "La Herradura", bailes, conciertos, peregrinaciones, y la "Feria Tepames" en el jardín principal del pueblo.

## Economía
La agricultura es la actividad económica principal que se realiza en Tepames, de ella dependen gran parte de las familias de la localidad.
Esta actividad se realiza en la temporada de lluvias, las cuales abarcan desde los últimos días de mayo a octubre. La temporada de siembra inicia el 20 de junio y termina un mes después.
Los principales productos que se cosechan son: el maíz, la jamaica y el sorgo.
En la comunidad se cuenta con alrededor de 26 tiendas de abarrotes, 3 café Internet, 3 depósitos de bebidas alcohólicas, 1 paletería y nevería, 3 negocios de venta de ropa y calzado, 1 ferretería, 5 establecimientos de comida y 1 de productos agrícolas.
Otras de las actividades que se practican son la ganadería. Un porcentaje amplio de los habitantes cuenta con cabezas de ganado bovino, porcino, ovino, entre otros. Estos animales generalmente están situados a las afueras de la comunidad en los terrenos de sus propietarios.

## Educación
La localidad de localidad de los Tepames contaba anteriormente con dos escuelas primarias públicas, de las cuales actualmente solo funciona una (Escuela Primaria Ramón R. de la Vega). También cuenta con un jardín de niños (llamado María Encarnación Galindo) 1 escuela secundaria técnica (#8 María Concepción Barbosa Hernández) y 1 bachillerato técnico (#29 de la Universidad de Colima).

## Geografía
Tepames tiene relieve montañoso. Su altura sobre el nivel del mar es de 465 m a 497 m aproximadamente. Su punto más alto el Cerro de la Cruz tiene alrededor de 580 m sobre el nivel del mar.
La flora principal es el guamúchil, el nopal, el mango, el ciruelo, el limón, el tamarindo, la jamaica, la bugambilia, entre otros.
La fauna principal es el ganado bovino, los caballos, los asnos, las gallinas, los perros, los cabras, huilotas, torcacitas y borregos.
Tepames pertenece a la región natural Sabana, la temperatura es cálida en verano, seca en otoño y fresca-húmeda en invierno, la precipitación es de 66.8 a 90.4 cm al año.